# البرنامج النووي العراقي
البرنامج النووي العراقي شهد التسلح العراقي تطوراً واسعاً في عهد الرئيس السابق صدام حسين الذي أمر بإنجاز برنامج نووي سري في العراق بعد أشهر من العدوان الإسرائيلي الذي دمر مفاعل تموز في 7 حزيران 1981 رغم أن البرنامج كان لا يزال سلمياً. حيث أن العلماء العراقيين تمكنوا وحدهم من تخصيب اليورانيوم كهرومغناطيسياً دون مساعدة أجنبية، غير ان هذا البرنامج دمر تماماً بعد دخول المفتشين الدوليين العراق.

## تاريخ البرنامج النووي

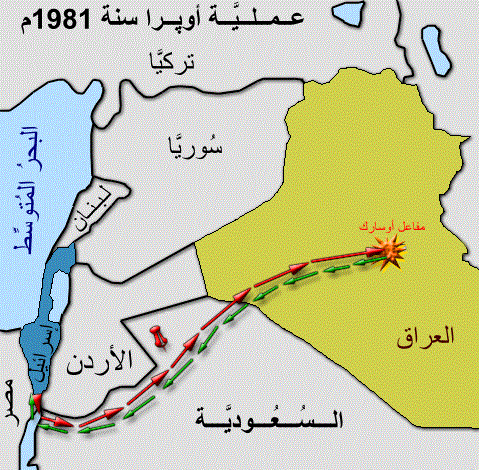
مسار الطائرات التي قصفت المفاعلين تموز 1 وتموز 2 العراقيين بعملية أوبرا والمسماة أيضاً بعملية بلاد بابل

بدأ البرنامج النووي العراقي بتفاهم بين العراق والاتحاد السوفيتي في أغسطس 17 من عام 1959م، لبناء مفاعل نووي وتم وضع برنامج نووي ويعد جزءاً من التفاهم العراقي السوفيتي، وفي 1968م تم بناء مفاعل بحثي من نوع (IRT-2000 معطى من قبل السوفييت) مع عدة منشآت قادرة على إنتاج النظائر المشعة بالقرب من بغداد، وفي سنة 1975م، زار صدام موسكو وطلب بناء محطة نووية متطورة، ولكن السوفييت اشترطوا أن تكون المحطة تحت سيطرة الوكالة الدولية للطاقة الذرية، ولكن العراق رفض، وبعدها في أبريل 15 من نفس السنة، وقعت إتفاقية تعاون بين الطرفين وتعد هذه الإتفاقية تالية لإتفاقية عام 1959م، وبعد ستة أشهر وافقت فرنسة على بيع 72 كيلوغرام من اليورانيوم بدرجة 93%، ووافقت على بناء محطة نووية من دون سيطرة الوكالة الدولية للطاقة الذرية وبتكلفة 3 مليار دولار.
وفي بداية السبعينات، أمر صدام بإنشاء برنامج أسلحة نووية سرية، وفي سنة 1976م إشترى العراق مفاعل نووي من طراز (Osiris)، وكان المفاعل معد لأغراض نووية بحثية سلمية، وقام الخبراء العراقيون والفرنسيون بإدامته، ولكن إسرائيل شكت بدوافع العراق، وقالت إنه يستخدم لصناعة أسلحة نووية، وفي 7 حزيران 1981م، قامت إسرائيل بهجوم مفاجئ بسرب طائرات إف-16 وبمرافقة من قبل طائرات إف-15 إيغل، منطلقة من قاعدة سيناء (والتي كانت تحت السيطرة الإسرائيلية آنذاك)، وعبر أراضي المملكة السعودية ووصولاً للعراق، وقامت بتدمير مفاعل نووي (المسمى بمفاعل تموز 1 وتموز 2) قيد الإنشاء على بعد 17 كيلومتر من جنوب شرق بغداد، وقصفت المنشآت النووية العراقيية بشدة في حرب الخليج الثانية، وتلتها فترة التفتيش على المنشآت النووية من قبل المفتشين الدوليين، ومرت بمراحل منعهم والسماح لهم بالتفتيش، وتعرضت المنشآت النووية لأضرار وسرقة في حرب الخليج الثالثة وبعدها.

## أبرز علماء الذرة العراقيين
- الدكتور  حامد الباهلي
- الدكتور جعفر ضياء جعفر صاحب مشروع القنبلة النووية العراقية.
- العالم الفيزيائي العراقي الدكتور سلمان رشيد سلمان اللامي مات في جنيف بمرض غامض في العام 1981 وهو العام الذي ضرب فيه مفاعل تموز.
- الدكتور زياد حنا الحداد مهندس مفاعلات الماء الثقيل المقيم حاليا في روسيا.
- الدكتور سعيد عبد الفتاح الدليمي.
  - الدكتور صالح الخفاجي يعمل حاليا في المفاعل الحثي الاردني
    - الدكتور نعمان النعيمي.